# Гамма (буква)
Γ, γ (название: га́мма, греч. γάμμα) — 3-я буква греческого алфавита. В системе греческой алфавитной записи чисел имеет числовое значение 3. Происходит от финикийской буквы 𐤂 — гамл. От буквы гамма произошли кириллическая буква Г и латинские C, G. В древнегреческом языке гамма передавала звук [ɡ], в новогреческом перешла в [ɣ] и [ʝ] перед гласными [e̞], [i].

## В качестве обозначений

### В математике
- Гамма-функция Эйлера
- Гамма-распределение
- Также для обозначения углов (обычно при имеющихся уже углах α и β)
- Постоянная Эйлера — Маскерони

### В физике
- Гамма-излучение
- Лоренц-фактор (фактор Лоренца)
- Фотон
- Гиромагнитное отношение (магнитомеханическое отношение)
- Показатель адиабаты
- Символы Кристоффеля
- Матрицы Дирака

### В других науках
- В астрономии: третья по яркости звезда в созвездиях.
- В биологии: точка компенсации СО2
- В фонетике (при транскрибировании): [г] фрикативный